# Etano
L'etano è un idrocarburo alifatico di formula molecolare C2H6, o anche (CH3)2. È il secondo nella serie degli alcani, ma tra questi è il primo in cui è presente un legame tra due atomi di carbonio. In esso il carbonio è allo stato di ossidazione -3, a differenza che nel metano (-4). L'etano, con formula semistrutturale H3C−CH3, può essere considerato il dimero del radicale metile (•CH3), da cui gli altri nomi, poco usati, di 'dimetile' o 'bimetile'.
Il gruppo alchilico che da esso formalmente deriva è l'etile (C2H5–), che è il primo alchile primario.
A temperatura e pressione ambiente è un gas estremamente infiammabile, esplosivo in miscela con l'aria, incolore, inodore e atossico.

## Presenza in natura

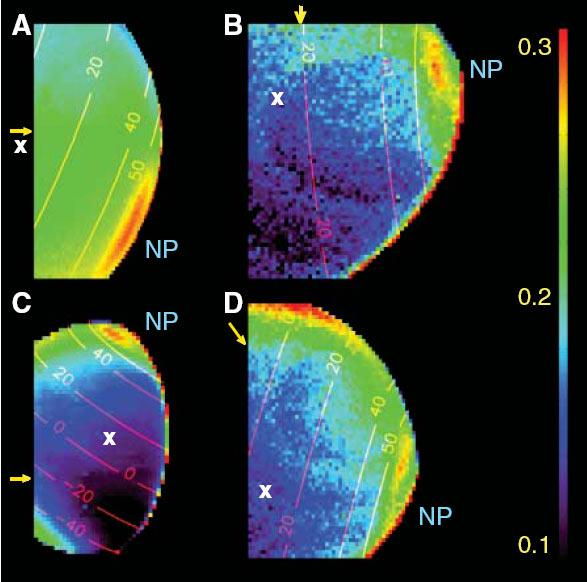
Nuvola di etano riscontrata su Titano (in rosso).

## Produzione
Industrialmente si ottiene per distillazione frazionata del gas naturale, di cui è uno dei principali componenti, insieme al metano.
Nelle raffinerie di petrolio è presente nei gas incondensabili in testa alle colonne di distillazione.
Può essere ottenuto anche per riduzione dell'etino e dell'etene (idrogenazione catalitica con catalizzatore a base di Pd-C)
{\displaystyle {\ce {C2H2 + 2 H2 -> C2H4 + H2 -> C2H6}}}
In laboratorio può essere ottenuto per elettrolisi (elettrolisi di Kolbe) dell'acido acetico:
{\displaystyle {\ce {CH3COOH -> CH3COO- + H+}}}
{\displaystyle {\ce {CH3COO- -> CH3COO* + e-}}}
{\displaystyle {\ce {CH3COO* -> CH3* + CO2}}}
{\displaystyle {\ce {2 CH3* -> CH3-CH3}}}

## Applicazioni
Nell'industria chimica, è la materia prima per la produzione dell'etene per cracking catalitico.
Nel suo impiego come refrigerante è indicato come R-170 secondo il sistema di nomenclatura ASHRAE dei refrigeranti.

## Struttura molecolare
Gli atomi di carbonio hanno solo quattro legami semplici e sono quindi ibridati sp3; ciascuno di essi ha attorno a sé l'altro carbonio e tre idrogeni in un ambiente tetraedrico. La struttura di equilibrio della molecola dell'etano in fase gassosa è stata studiata attraverso la spettroscopia rotazionale nella regione delle microonde e con la tecnica della diffrazione elettronica. Sono così state ricavate distanze ed angoli di legame con notevole precisione. Dalle microonde risulta:
r(C-C) = 152,8(3) pm; r(C-H) = 108,8(5) pm; ∠CCH = 111,6(5)°;
dalla diffrazione elettronica:
r(C-C) = 152,4(3) pm; r(C-H) = 108,9(5) pm; ∠CCH = 111,9(5)°;
(in parentesi le incertezze sull'ultima cifra).

### Conformazioni
La rotazione attorno ad un legame semplice è in genere possibile, anche se questo implica per la molecola superare una barriera energetica (tensione torsionale). Nell'etano a temperatura ambiente e anche molto minore la barriera per la rotazione dei metili attorno all'asse del legame C–C è relativamente piccola, circa 12 kJ/mol, il che permette alla molecola di etano di assumere tutte le conformazioni possibili tra due estreme in funzione dell'angolo di rotazione (angolo di torsione). La conformazione detta eclissata, con l'angolo diedro HCCH di 0°, è la meno stabile ed ha simmetria D3h; quella detta sfalsata, con l'angolo diedro HCCH di 60°, è la più stabile (è il minimo di energia potenziale) ed ha simmetria D3d. L'instabilità della forma eclissata deriva principalmente dalla reciproca repulsione degli elettroni di legame (legami C-H) che in questa conformazione sono disposti reciprocamente a distanze minime e in parte dalle repulsioni dei nuclei degli atomi di idrogeno, che non hanno gusci sottostanti di elettroni. Tuttavia, la situazione sembra essere più complessa e nella stabilizzazione della forma sfalsata gioca un ruolo non proprio secondario l'iperconiugazione. A temperatura ambiente la rotazione è praticamente libera e la forma sfalsata prevale sulla eclissata per il 99%.
|  | Animazione delle modificazioni conformazionali dell'etano |